# Christian Rigollet
Pour les articles homonymes, voir Rigollet.
Christian Rigollet, né le 13 avril 1948, est un ancien pilote professionnel de rallye automobile.

## Biographie
Il fait l'essentiel de sa carrière au volant de voitures de propulsion telles la Talbot Sunbeam, l'Alfa Roméo GTV, ou encore la Ford Sierra RS Cosworth avec laquelle il signera les plus belles lignes de son palmarès, et obtiendra deux titres de champion de France 2e Division, en 1988 et 1989.
Aujourd'hui, il s'occupe d'un atelier de préparation automobile spécialisé sur les Ford à moteur Cosworth, et il continue en rallye comme ouvreur parfois au volant d'une Sierra.

## Palmarès
Il a notamment remporté (essentiellement avec Michel Bathelot sur Ford Sierra) :
- le Rallye du Rouergue en 1984 ;
- le Rallye Ain-Jura en 1987, 1988, et 1989 (2e en 1991) ;
- le Rallye Lyon-Charbonnières en 1987 et 1990 ;
- le Rallye du Touquet en 1988 ;
- le Rallye Jeanne d'Arc en 1988 ;
- le Rallye de Lorraine en 1988 et 1989 ;
- le Rallye du Forez en 1988 et 1989 ;
- le Rallye du Limousin en 1988 et 1989 ;
- le Rallye des Vins-Mâcon en 1990.